# Генрих IV (герцог Брауншвейг-Люнебурга)
Генрих IV Старший (нем. Heinrich IV. der Ältere; 24 июня 1463 — 23 июня 1514, Лер, Нижняя Саксония) — герцог Брауншвейг-Люнебурга и правящий князь Вольфенбюттеля с 1491 года до своей смерти.

## Жизнь
Отец Генриха,  Вильгельм IV, герцог Брауншвейг-Люнебургский, ушёл в отставку в 1491 году, передав бразды правления Вольфенбюттелем двум его сыновьям, Генриху и Эриху. В 1494 году братья поделили отцовские территории между собой, и Генрих получил восточную часть страны с городами Брауншвейг и Вольфенбюттель.
Начиная с 1492 года, Генрих осаждал Брауншвейг в течение полутора лет, чтобы обеспечить должную уплату налогов; осада закончилась компромиссным соглашением. В 1501 году Генрих напал на Фризию, потому что фризцы угрожали Бременскому архиепископству, где сын Генриха, Кристоф, был коадъютором; ему пришлось прервать кампанию.
В 1511 году Генрих вместе с другими членами дома Брауншвейг-Люнебург завоевал графство Хойя, которое отказалось признать Брауншвейг-Люнебург своим сюзереном. Второе нападение на Фризию в 1514 году стало для Генриха фатальным: ему отрубили голову во время осады замка Леерорт.

## Семья и дети

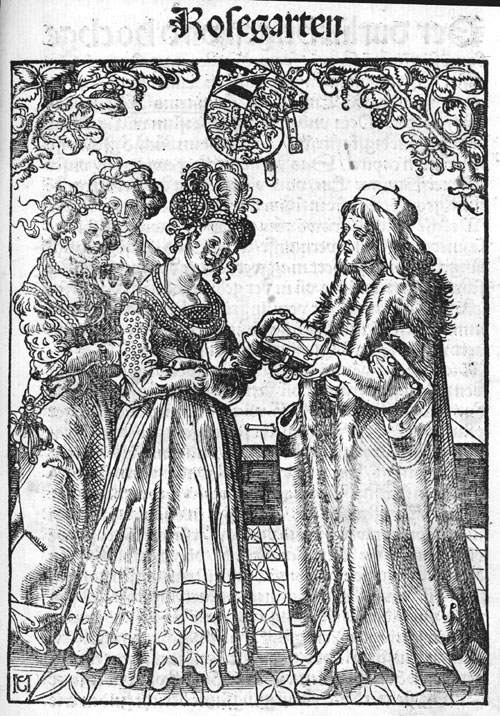
Эухарис Рёсслин дарит Екатерине Померанской книгу о деторождении.

В 1486 Генрих IV женился на Екатерине (ок. 1465—1526), дочери герцога Эрика II Померанского. Их дети:
- Кристоф (ок. 1487—1558), архиепископ Бремена
- Екатерина (ок. 1488 — 29 июня 1563), ∞ 1509 Магнус I, герцог Саксен-Лауэнбурга
- Генрих V (1489–1568), герцог Брауншвейг-Люнебурга
- Франц (ок. 1492—1529), епископ Миндена
- Георг (1494—1566), архиепископ Бремена
- Эрик (ок. 1500—1553), рыцарь Тевтонского ордена
- Вильгельм (ум. ок. 1557), рыцарь Тевтонского ордена
- Елизавета, аббатиса в Стетерберге
- Иоганн, умер в младенчестве